# Giovanna Carafa
Giovanna Carafa (... – Roddi, 24 agosto 1536) è stata una nobildonna italiana, signora consorte di Mirandola e contessa consorte di Concordia, come moglie di Gianfrancesco II Pico, in tre periodi differenti: prima dal 1499 al 1502, poi nuovamente per pochi mesi nel 1511 ed infine, ma stavolta senza Concordia, dal 1514 al 1533.
Inoltre, acquistandone il castello, fu anche signora di Roddi dal 1525 al 1534.

## Biografia

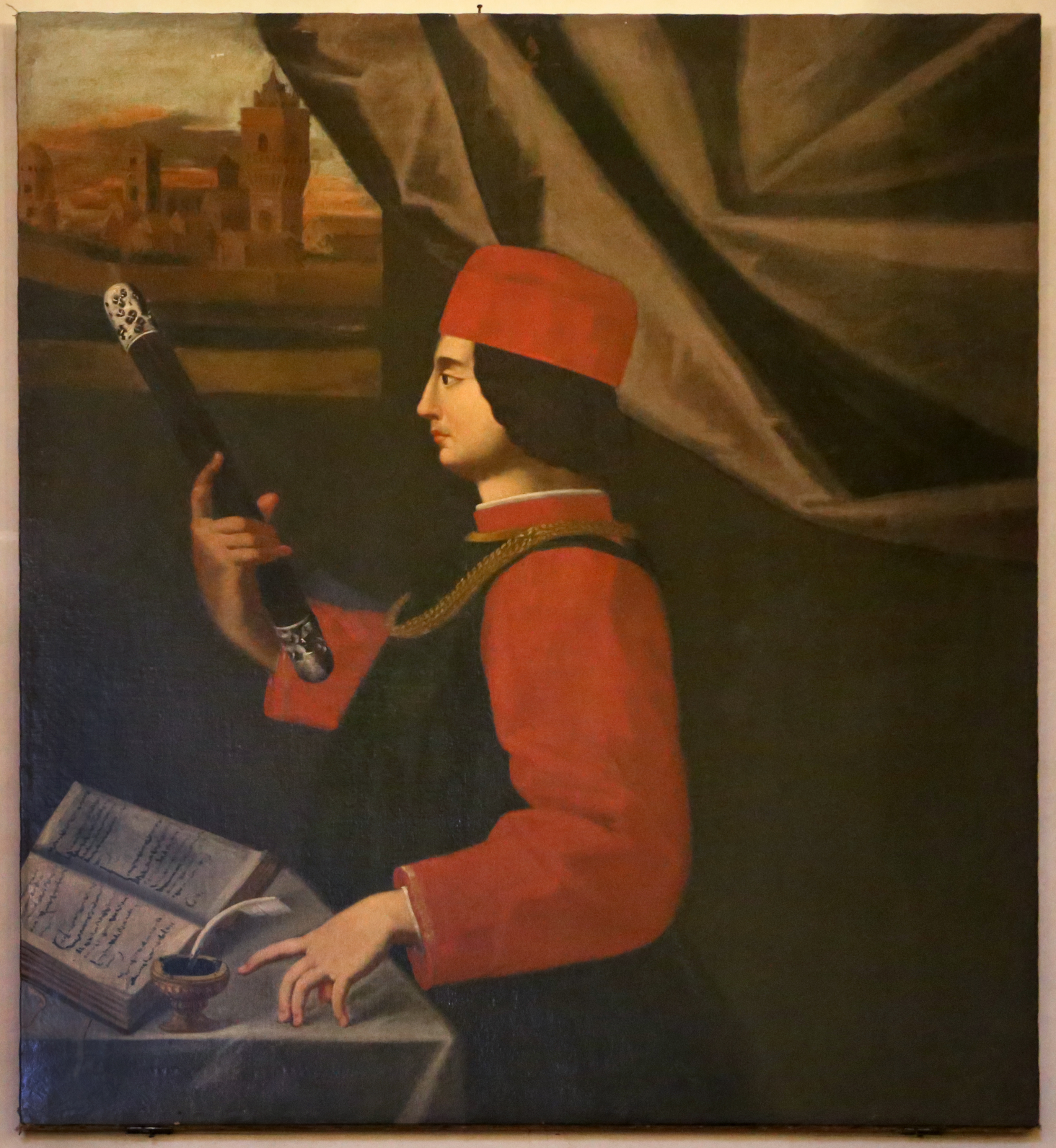
Il signore Gianfrancesco II Pico in un ritratto conservato nel Palazzo Ducale di Mantova

Figlia di Giovanni Tommaso Carafa, conte di Maddaloni, nel marzo 1491 sposò Giovanni Francesco II Pico della Mirandola, signore della Mirandola. Grazie alla cospicua dote portata dalla moglie, Gianfrancesco riuscì ad acquistare dallo zio Giovanni Pico buona parte del feudo della Mirandola, inclusi i diritti ereditari, suscitando il risentimento dei fratelli minori Federico e Ludovico.
Mirandola venne assediata nel giugno 1502 dai fratelli Ludovico e Francesco II Pico, aiutati da Ercole I d'Este e Francesco Gonzaga, che con uno stratagemma riuscirono ad entrare nel castello dei Pico e ad imprigionare Gianfranesco II, il quale venne liberato solo dopo le suppliche della moglie a patto che uscisse dalla Mirandola, cosa che avvenne il 6 agosto quando si ritirò nel castello dei Pio a Novi di Modena e poi a Roma. Dopo l'assedio della Mirandola del 1510-1511 da parte di papa Giulio II, la signoria fu restituita a Gianfrancesco II per poco tempo (a giugno venne di nuovo esiliato dai Trivulzio). Nell'agosto 1514 si trovò finalmente un accordo con Francesca Trivulzio, cosicché Granfrancesco II e Giovanna Carafa poterono rientrare nel possesso della Mirandola.
Durante la caccia alle streghe nella Signoria della Mirandola, nel 1524 il frate domenicano bolognese Leandro Alberti dedicò a Giovanna Carafa il noto Libro detto strega o delle illusioni del demonio, prima edizione in lingua italiana del dialogo latino Strix, sive de ludificatione daemonum scritto l'anno precedente da Gianfrancesco II.
Definita come "donna tirannicamente avara", sempre nel 1524 venne accusata dai partigiani del nipote Galeotto II Pico di aver falsificato le monete d'oro (doppioni e ducati) coniate dalla zecca dei Pico per rancori nei confronti del marito, ma essa incolpò lo zecchiere ebreo Santo di Bochali (mero esecutore delle volontà della sovrana) che venne fatto decapitare nella piazza principale da Giovanfrancesco II per salvare la reputazione della moglie.

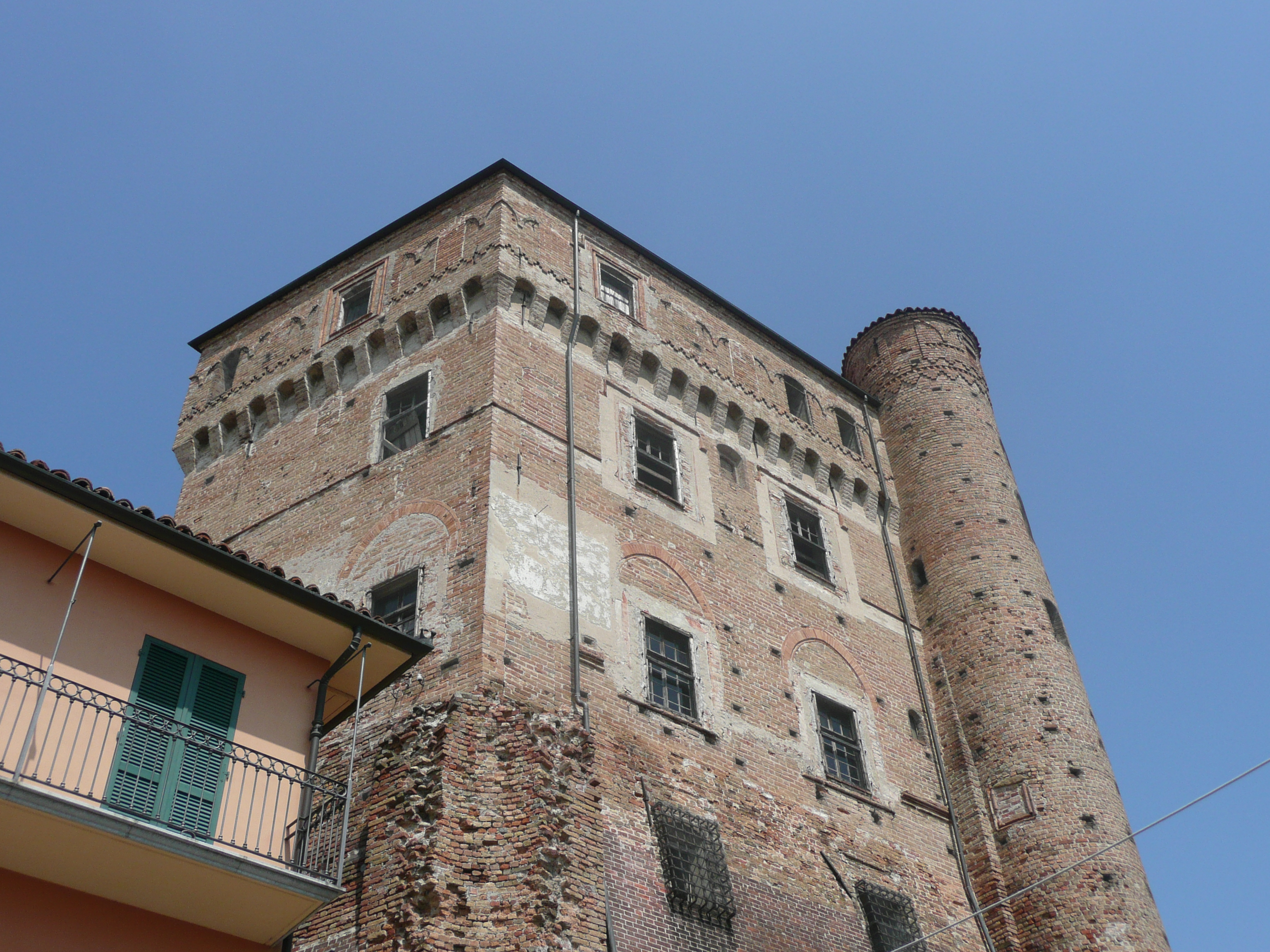
Castello di Roddi

Il 5 dicembre 1525 Giovanna Carafa comprò da Anna d'Alençon, vedova di Guglielmo IX Paleologo, marchese di Monferrato e tutrice di Bonifacio IV, il castello di Roddi con le terre sottomesse e i relativi diritti giurisdizionali nel territorio di Roddi d'Alba (nell'attuale provincia di Cuneo, in Piemonte), per il prezzo di 6 000 scudi d'oro del sole. L'11 dicembre i rappresentanti delle famiglie di Roddi, riuniti nella chiesa del paese, giurarono fedeltà a Giovanna Carafa. L'imperatore Carlo V confermò l'acquisto di Roddi con diploma firmato a Granada il 20 giugno 1525.
Il 15 ottobre 1533 Giovanni Francesco II e il figlio ventiseienne Alberto furono assassinati per mano di Galeotto II Pico, che poi imprigionò Giovanna Carafa, i figli Paolo e Giantommaso, e di quest'ultimo la moglie Carlotta Orsini e i figli Girolamo e Virginio, dentro al torrione del castello dei Pico. Usurpati dal potere nonostante plurime conferme dell'investitura imperiale, non restò alla famiglia superstite che ritirasi nel feudo di Roddi presso il cui castello Giovanna visse fino alla morte.

## Discendenza
Dal matrimonio di Giovanna Carafa con Gianfrancesco II Pico nacquero i seguenti figli:
1. Gian Tommaso Pico (* 1492 – † 1567), signore di Roddi dal 1534.[1] Nel 1523 sposò Carlotta Orsini, figlia di Gian Giordano Orsini, signore di Bracciano, e di Felice Della Rovere, figlia illegittima del cardinale Giuliano Della Rovere (futuro papa Giulio II).[1] Ebbe discendenza:[1]
  1. Girolamo Pico (* 1525 – † 1588), signore di Roddi dal 1567.[1] Sposò Francesca Malaspina, figlia di Cesare Malaspina, marchese di Malgrate;[1]
  2. Virginio Pico (* 1527 – † assassinato poco prima del 6 aprile 1543);[1]
  3. Giovanni Antonio Pico (* battezzato il 4 gennaio 1530 – † 1559);[1]
  4. Maddalena Pico (* 1531 – † 1560), sposò il 16 febbraio 1560 Agostino Tizzone, conte di Desana.[1]
2. Beatrice Pico (* 1494 – † c.1550), sposò Paolo Torelli, conte di Montechiarugolo († 2 gennaio 1525), ed ebbero discendenza;[1]
3. Anna Pico (* 1496 – † 1542), a Genova nel 1513 sposò Antoniotto II Adorno, doge di Genova, signore di Ovada e Sale;[1]
4. Galeotto Pico (* 1498 – † 1501);[1]
5. Caterina Pico (* battezzata il 20 dicembre 1501 – † 1531);[1]
6. Cecilia Pico (* 1505 – † 1546), monaca clarissa con il nome di suor Maria Cornelia al monastero di Santa Cecilia di Firenze;[1]
7. Alberto Pico (* dicembre 1507 – † 1533), assassinato insieme al padre da Galeotto II Pico;[1]
8. Giulia Pico (* battezzata il 14 ottobre 1509 – † dopo il 26 maggio 1575), a Mirandola nel 1526 sposò Sigismondo I Malatesta, co-signore di Rimini;[1]
9. Maria Pico (* 1510 – † 1531);[1]
10. Paolo Pico (* 1511 – † marzo 1567[13]), co-signore di Roddi dal 1538.[1] Sposò nel 1550 in prime nozze Caterina, figlia di Galeotto Ceva della Bosia di Garessio, signore di Bossolasco;[1] poi nel 1562 sposò in seconde nozze Costanza del Carretto, figlia di Ottaviano del Carretto, marchese di Millesimo e conte di Cengio, e di Nicoletta Della Rovere, figlia di Stefano Vigerio Della Rovere, patrizio di Savona.[1] Ebbe i seguenti figli:[1]
  1. dalla 1ª moglie: Giovanna Pico (* 1552 – † 1578), il 18 maggio 1574 sposò, dopo una lunga contesa e dietro costrizione[14], Michele Antonio del Carretto di Lesegno, marchese di Cravanzana;[1]
  2. dalla 2ª moglie: Eleonora Pico (* 1565 – † 1621), signora di Roddi dal 15 novembre 1588 e poi contessa di Roddi dal 12 dicembre 1588.[1] Sposò a Mantova nel 1584 in prime nozze Ascanio Andreasi, conte di Rivalta;[1] poi nel 1595 sposò in seconde nozze Enrico Biandrate di San Giorgio, conte di Foglizzo;[1]
  3. illegittimo: Marzio Pico (* 1540 – † 1584), sposò Caterina Trona, figlia di Antonio Trona, signore di Torrone e Clarafond.[1] Ebbe i seguenti figli:
    1. Tommaso Pico (* c.1565 – † 1587), co-signore di Roddi;[1]
    2. illegittimo: Paolo Pico (* ... – † 1631), monaco benedettino all'Abbazia di Lucedio.[1]